# Sindaci di Locri
Di seguito l'elenco cronologico dei sindaci di Locri e delle altre figure apicali equivalenti che si sono succedute nel corso della storia.

## Repubblica italiana (dal 1946)
| Sindaci eletti dal consiglio comunale (1946-1995)    | Sindaci eletti dal consiglio comunale (1946-1995) | Sindaci eletti dal consiglio comunale (1946-1995) | Sindaci eletti dal consiglio comunale (1946-1995) | Sindaci eletti dal consiglio comunale (1946-1995) |
| Nominativo                                           | Partito                                           | Partito                                           | Mandato                                           | Mandato                                           |
| Nominativo                                           | Partito                                           | Partito                                           | Inizio                                            | Fine                                              |
| ---------------------------------------------------- | ------------------------------------------------- | ------------------------------------------------- | ------------------------------------------------- | ------------------------------------------------- |
| Carmine Migliaccio Spina                             | –                                                 | –                                                 | 1946                                              | 1952                                              |
| Migliaccio Spina                                     | –                                                 | –                                                 | 1952                                              | 1956                                              |
| Migliaccio Spina                                     | –                                                 | –                                                 | 1956                                              | 1960                                              |
| Murdaca                                              | –                                                 | –                                                 | 1960                                              | 1964                                              |
| Murdaca                                              | –                                                 | –                                                 | 1964                                              | 1970                                              |
| Murdaca                                              | –                                                 | –                                                 | 1970                                              | 1972                                              |
| Candida                                              | –                                                 | –                                                 | 1975                                              | 1976                                              |
| Barbaro                                              | –                                                 | –                                                 | 1972                                              | 1973                                              |
| Attisani                                             | –                                                 | –                                                 | 1978                                              | 1983                                              |
| Lombardo                                             | –                                                 | –                                                 | 1983                                              | 1988                                              |
| Francesco Carnuccio                                  |                                                   | Democrazia Cristiana                              | 30 agosto 1988                                    | 27 agosto 1992                                    |
| Attilio Battaglia (Commissario prefettizio)          | –                                                 | –                                                 | 27 agosto 1992                                    | 23 settembre 1992                                 |
| Attilio Battaglia (Commissario straordinario)        | –                                                 | –                                                 | 23 settembre 1992                                 | 14 gennaio 1993                                   |
| Francesco Bono                                       |                                                   | Democrazia Cristiana                              | 14 gennaio 1993                                   | 30 maggio 1993                                    |
| Vincenzo Attisani                                    |                                                   | Democrazia Cristiana                              | 28 luglio 1993                                    | 9 luglio 1994                                     |
| Michele Pedullà                                      |                                                   | Indipendente                                      | 4 settembre 1994                                  | 25 marzo 1996                                     |
| Sindaci eletti direttamente dai cittadini (dal 1995) |                                                   |                                                   |                                                   |                                                   |
| Nominativo                                           | Lista                                             | Lista                                             | Mandato                                           | Mandato                                           |
| Nominativo                                           | Lista                                             | Lista                                             | Inizio                                            | Fine                                              |
| Giovanni Barilà (Commissario straordinario)          | –                                                 | –                                                 | 14 agosto 1996                                    | 18 novembre 1996                                  |
| Giuseppe Lombardo                                    |                                                   | Lista civica di centro-sinistra                   | 18 novembre 1996                                  | 14 maggio 2001                                    |
| Carmelo Barbaro                                      |                                                   | Lista civica di centro                            | 14 maggio 2001                                    | 30 maggio 2006                                    |
| Francesco Macrì                                      |                                                   | Lista civica                                      | 30 maggio 2006                                    | 18 maggio 2011                                    |
| Giuseppe Lombardo                                    |                                                   | Lista civica                                      | 18 maggio 2011                                    | 6 novembre 2012                                   |
| Francesca Crea (Commissario prefettizio)             | –                                                 | –                                                 | 6 novembre 2012                                   | 17 dicembre 2012                                  |
| Francesca Crea (Commissario straordinario)           | –                                                 | –                                                 | 17 dicembre 2012                                  | 28 maggio 2013                                    |
| Giovanni Calabrese                                   |                                                   | Lista civica                                      | 28 maggio 2013                                    | 12 giugno 2018                                    |
| Giovanni Calabrese                                   | 12 giugno 2018                                    | Lista civica                                      | 27 dicembre 2022                                  |                                                   |
| Giuseppe Fontana (Vicesindaco reggente)              |                                                   | Lista civica                                      | 27 dicembre 2022                                  | 16 maggio 2023                                    |
| Giuseppe Fontana                                     |                                                   | Lista civica                                      | 16 maggio 2023                                    | in carica                                         |